# 挙母神社
挙母神社（ころもじんじゃ）は、愛知県豊田市挙母町5-1にある神社。旧社格は郷社。
旧挙母村を氏子区域としており、豊田市の中心市街地にある。豊田市には挙母神社のほかに、式内社であり三河国三宮の猿投神社、松平東照宮、足助八幡宮などがある。

## 祭神
- 高御産巣日神（たかみむすびのかみ）
- 瓊々杵尊（ににぎのみこと）
- 栲幡千千姫命（たくはたちぢひめのみこと）
- 天水分神（あめのみくまりのかみ）
- 国之水分神（くにのみくまりのかみ）

## 歴史
創建には諸説ある。文治5年（1189年）、源義経の家臣である鈴木重善は、奥州に向かう途中で義経が討死にしたとの知らせを聞き、三河国に土着した。重善は大和国吉野から子守明神を勧請し、祀ったのが子守社（現在の挙母神社）であるとされる。同時期には同じく義経の家臣である篠田勝善や鈴木義宗もこの地域に土着しており、勝善は毘森神社を、義宗は金谷勝手神社を祀っている。
寛文4年（1664年）には挙母祭りに初めて山車が登場したとされる。江戸時代には子守大明神と呼ばれ、歴代の挙母藩藩主による崇敬を受けた。宝永7年（1710年）には第2代藩主の本多忠次が社殿を造営・寄進した。19世紀前半には第5代藩主の内藤政優が神刀を奉献した。
1871年（明治4年）3月14日、挙母藩庁によって子守大明神から挙母神社に改称された。同年11月には挙母県の県社に指定されたが、廃藩置県後の1872年（明治5年）5月3日には額田県の郷社に列せられた。愛知県が発足すると一時期は村社となったが、1879年（明治12年）7月26日には再び郷社に列せられた。

## 境内
境内には松尾芭蕉の句碑や源具氏の歌碑がある。「挙母神社の樟」は樹齢650年とされ、豊田市指定文化財に指定されている。境内では毎月8日に「八日市」（八日薬師市）が開かれている。境内の西側には神宮寺の瑞光院が隣接している。

## 挙母祭り
- 毎年10月第3土曜日・第3日曜日には、挙母神社の例祭として挙母祭りが開催される[2]。8両の山車や紙吹雪の存在で知られる、三河地方有数の祭礼である[3]。
- 土曜日が試楽祭、日曜日が本楽祭である[2]。試楽祭では8両の山車が、豊田市街地にあるそれぞれの町内を巡幸する[3]。夜になると挙母神社で七度参りが行われ、五穀豊穣を祈願して境内を7周する[3]。本楽祭では挙母神社への山車の曳き込みと曳き出しが行われる[3]。8両の山車が紙吹雪の中で曳き込まれる様子は圧巻である。夜になると矢作川の河岸で花火が打ち上げられる[3]。
- 2022年は10月15日・16日の日程で、3年ぶりに開催された[4]。初日の15日の午前9時50分頃、豊田市十塚町1丁目の交差点で、Uターンしようとした山車が後退。後方でかじ棒を担いでいた男性がひかれ、死亡した。16日は、事故の遭った山車を除く7台が運行した[5]。

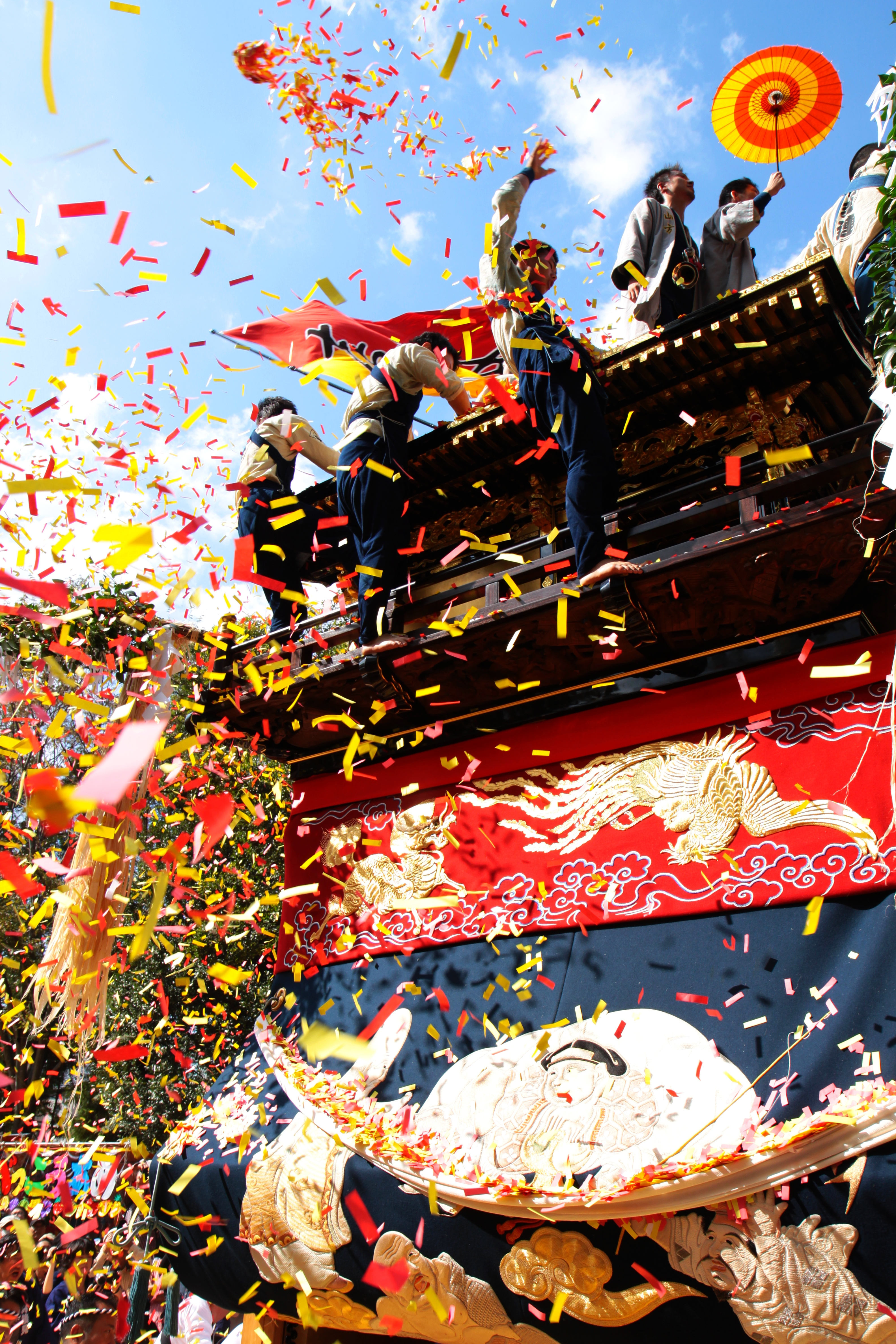
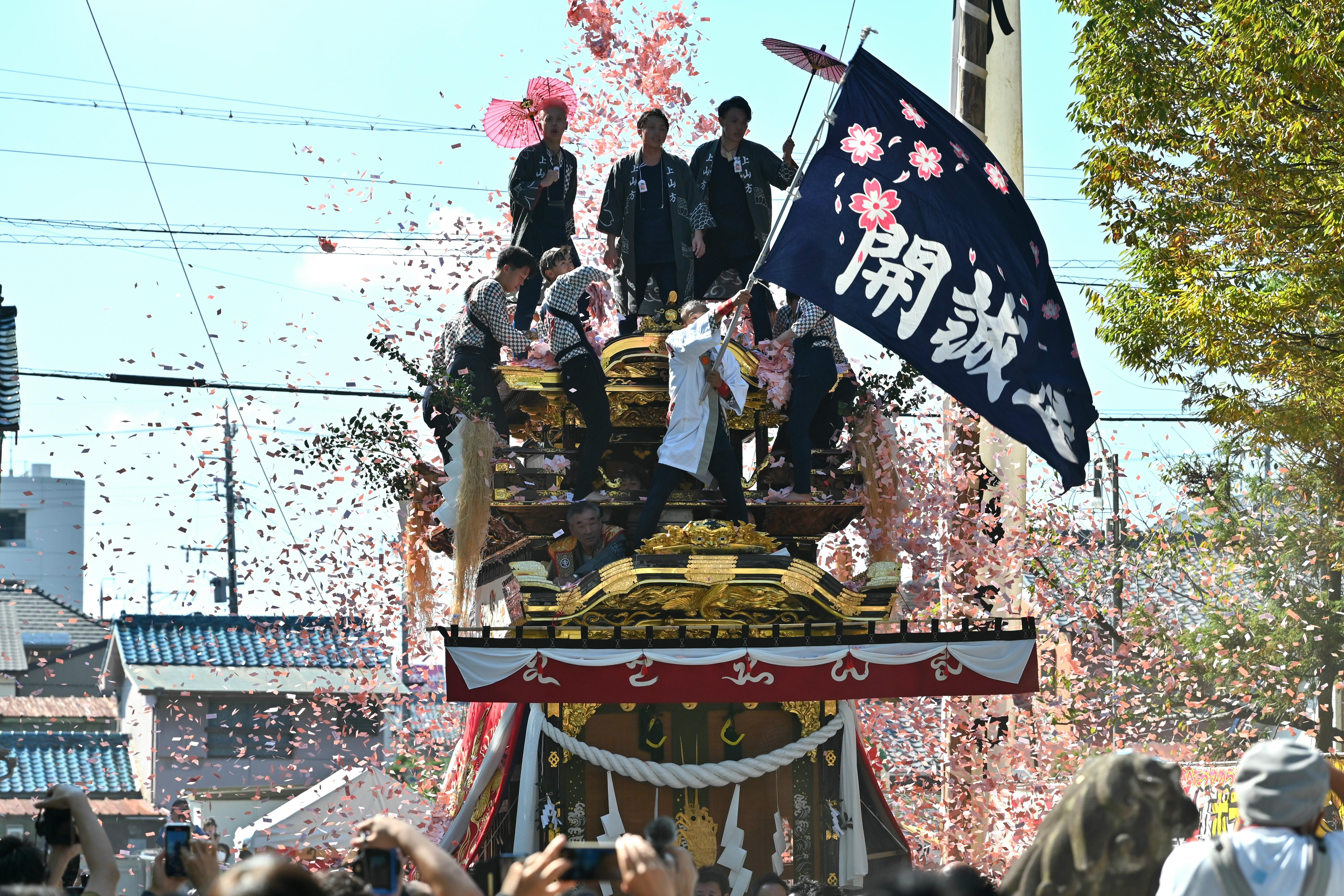
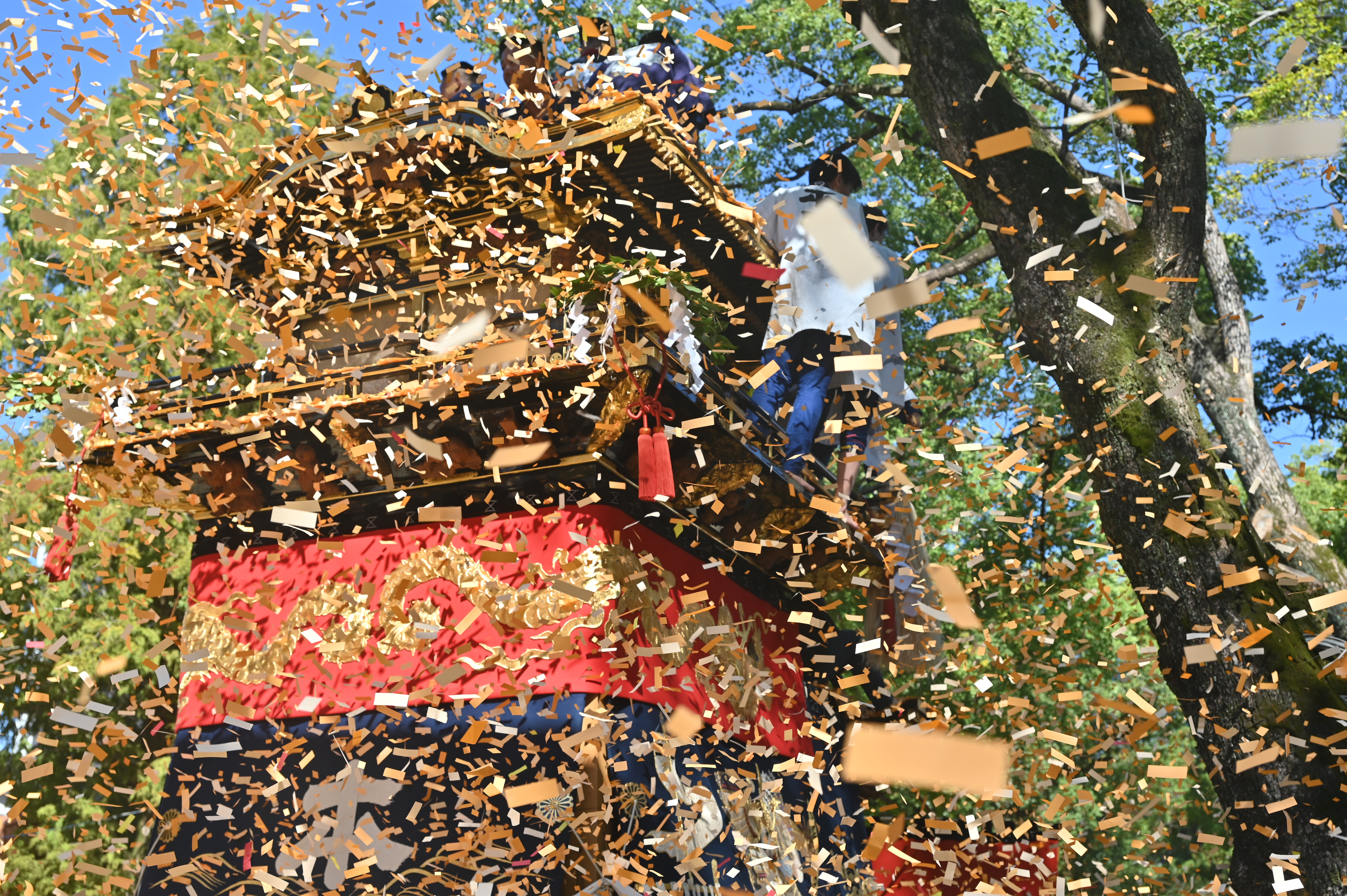
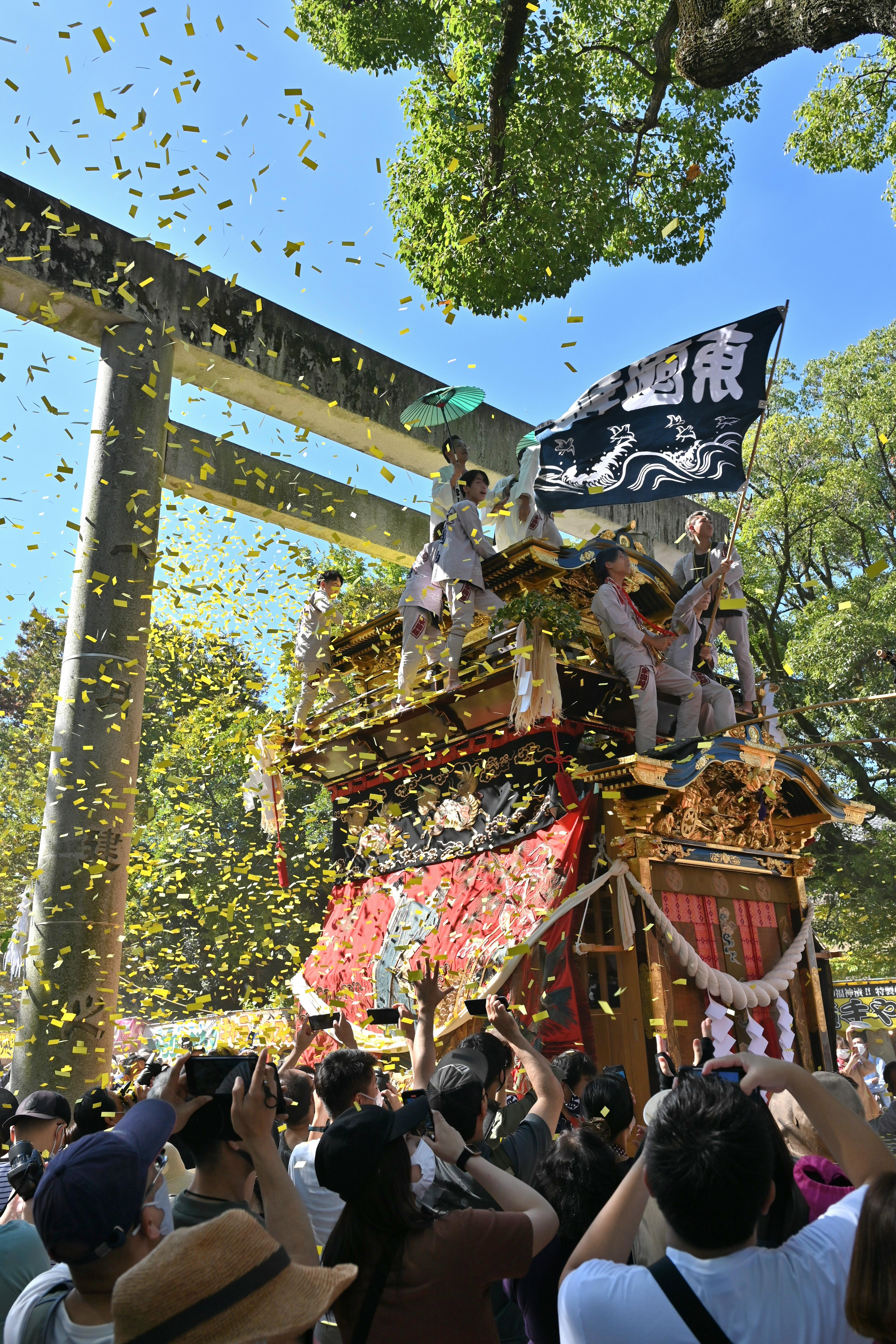
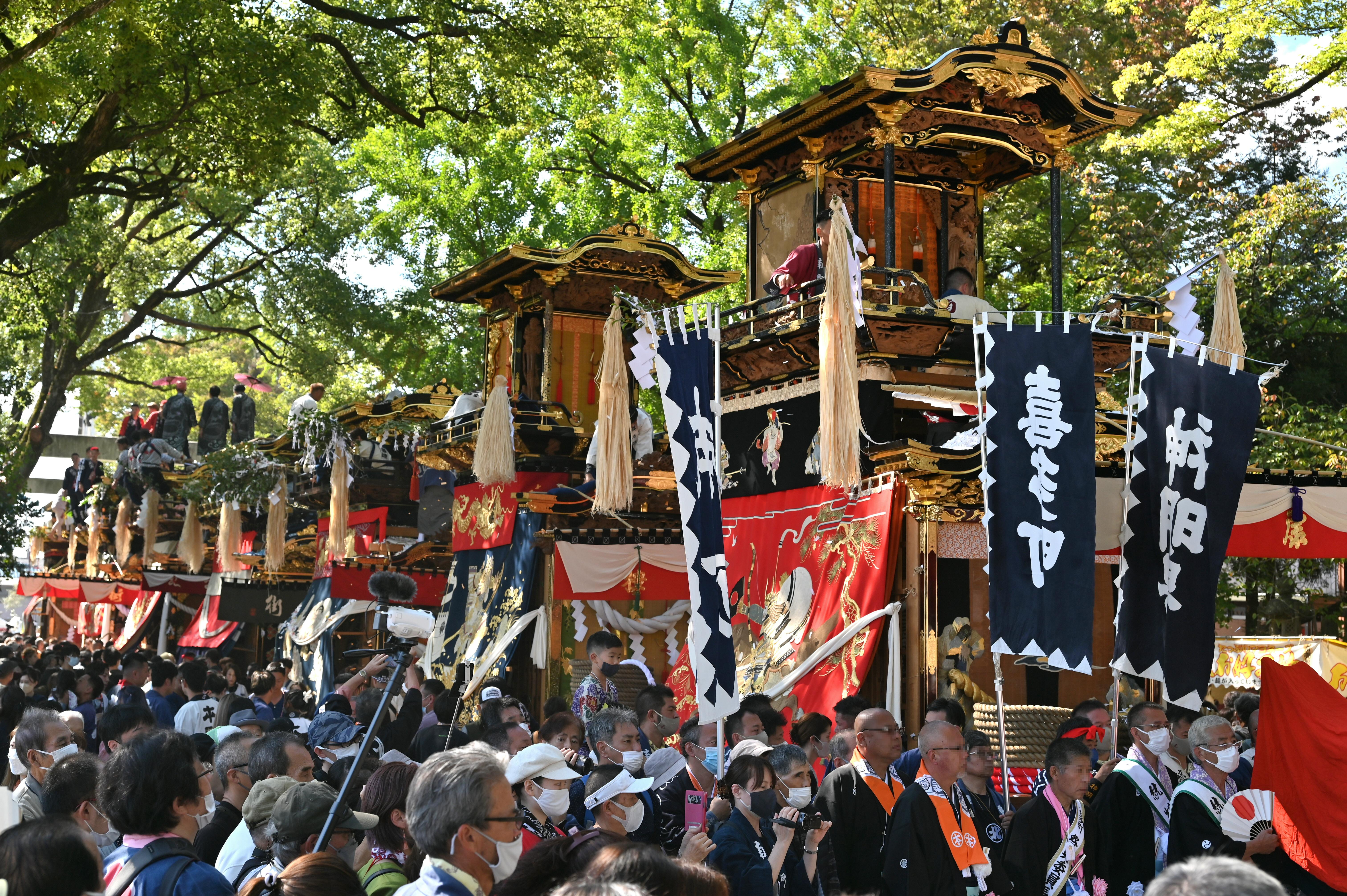

## 氏子区域
いずれも愛知県豊田市。
- 一区
- 二区東部
- 二区西部
- 三区
- 竹生東区

- 中区
- 西区
- 小坂区
- 樹木区
- 三軒町区

## 文化財

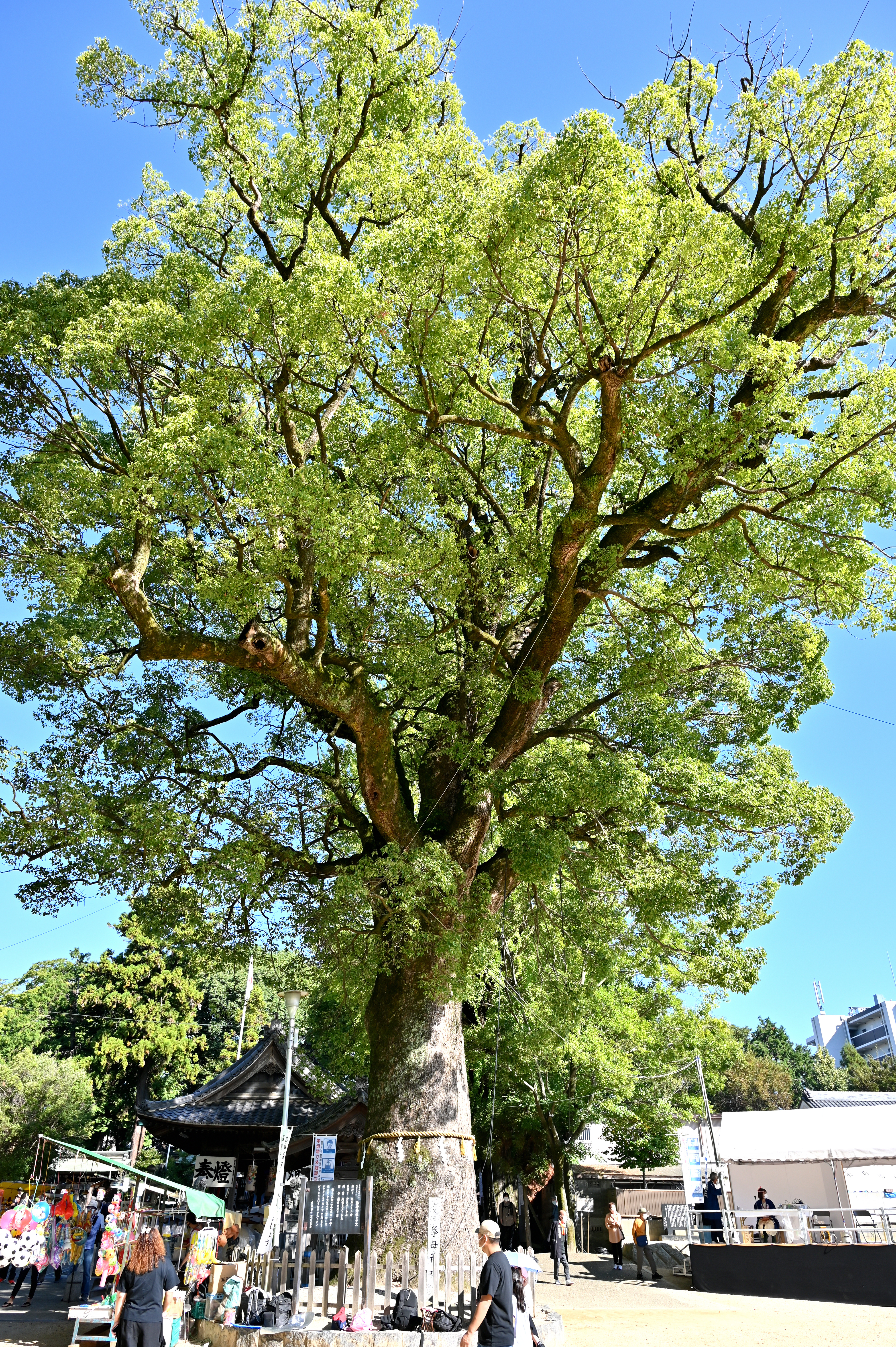
「挙母神社の樟」

### 愛知県指定有形民俗文化財
- 「挙母神社の山車」[6]
  - 1964年10月14日指定。江戸末期。挙母祭りで使用される8両の山車が指定されている。

### 豊田市指定有形文化財
- 「挙母神社の樟」[6]
  - 1966年5月14日指定。樹齢650年。

## 現地情報
所在地
- 愛知県豊田市挙母町5-1

交通アクセス
- 名鉄豊田線・名鉄三河線豊田市駅から徒歩約10分
- 愛知環状鉄道線新豊田駅から徒歩約10分